# Sabine Van Crombrugge
Pour les articles homonymes, voir Van Crombrugge.
Sabine Van Crombrugge, née le 12 janvier 1974, est une judokate belge qui s'aligna soit dans la catégorie des poids moyens, mi-moyens ou légers.

## Palmarès
Sabine Van Crombrugge a fait plusieurs podiums dans des grands tournois internationaux. 
Elle a été six fois championne de Belgique sénior :
| Chpt de Belgique sénior | Chpt de Belgique sénior | 1991 | 1992 | 1993 | 1994 | 1995 | 1996 | 1997 | 1998 | 1999 | 2000 | 2001 | 2002 | 2003 |
| ----------------------- | ----------------------- | ---- | ---- | ---- | ---- | ---- | ---- | ---- | ---- | ---- | ---- | ---- | ---- | ---- |
| poids légers            | -57 kg                  |      |      |      |      |      |      |      | 1er  | 1er  |      |      |      |      |
| mi-moyens               | -63 kg                  |      |      |      |      |      |      |      |      |      | 3e   | -    | 2e   | 2e   |
| poids moyens            | -66 kg                  | 1er  | 2e   | 2e   | 1er  | 1er  | 3e   | 1er  |      |      |      |      |      |      |